# Seznam webových stránek zablokovaných v Číně
Mnoho domén je v Čínské lidové republice zablokováno, kvůli její politice v oblasti internetové cenzury, která brání uživatelům v přístupu na určité webové stránky.
Toto je seznam nejvýznamnějších takto blokovaných webových stránek v zemi, seřazených podle žebříčku Alexa. Tento seznam se nevztahuje na čínská území, které dodržují politiku jedné země, dvou systémů (Hong Kong a Macao).
Mnoho uvedených webů může být příležitostně nebo dokonce pravidelně k dispozici v závislosti na přístupovém místě nebo aktuálních událostech. Navíc použití některých virtuálních privátních sítí (VPN) může obejít většinu čínské cenzury.

## Seznam webových stránek zablokovaných v Číně
| Místo na žebříčku Alexa | Webová stránka                            | Doména                   | URL                                                 | Kategorie                       | Hlavní jazyk        | Délka zablokování | Aktuální stav                                        |
| ----------------------- | ----------------------------------------- | ------------------------ | --------------------------------------------------- | ------------------------------- | ------------------- | --- | ---------------------------------------------------- |
| 1                       | Google                                    | google.com               | www.google.com drive.google.com hangouts.google.com | Vyhledávač Sdílení Sociální síť | Angličtina          | od 2010 do současnosti | Zablokována                                          |
| 2                       | YouTube                                   | youtube.com              | www.youtube.com                                     | Zábava                          | Angličtina          | od 2009 do současnosti | Zablokována                                          |
| 7                       | Facebook                                  | facebook.com             | www.facebook.com                                    | Sociální síť                    | Angličtina          | od července 2009 do současnosti | Zablokována                                          |
| 10                      | Webtoon                                   | webtoons.com             | www.webtoons.com                                    | Fanfikce, Comics                | Multilanguage       | od 2019 do současnosti | Zablokována[zdroj?]                                  |
| 11                      | Crunchyroll                               | crunchyroll.com          | www.crunchyroll.com                                 | Anime, Manga, Zábava            | Multilanguage       | od 2016 do současnosti | Zablokována[zdroj?]                                  |
| 14                      | Wikipedia                                 | wikipedia.org            | wikipedia.org                                       | Encyklopedie                    | Vícejazyčná         | od 3. dubna 2019 do současnosti | Zablokována                                          |
| 18                      | Reddit                                    | reddit.com               | www.reddit.com                                      | Sociální síť                    | Vícejazyčná         | od 2018 do současnosti | Zablokována[zdroj?]                                  |
| 19                      | Microsoft OneDrive                        | live.com                 | onedrive.live.com                                   | Sdílení                         | Vícejazyčná         | od červemce 2014 do současnosti | Částečně zablokována (Pouze verze pro firmy)[zdroj?] |
| 20                      | Netflix                                   | netflix.com              | www.netflix.com                                     | Zábava                          | Vícejazyčná         | není známo | Zablokována                                          |
| 21                      | Zoom                                      | zoom.us                  | zoom.us                                             | Sociální síť                    | Angličtina          | od 9. září 2019 do listopadu | Odblokována                                          |
| 24                      | Blogspot                                  | blogspot.com             | blogspot.com                                        | Blog                            | Angličtina          | od května 2009 do současnosti | Zablokována                                          |
| 27                      | Yahoo! Japan                              | yahoo.co.jp              | yahoo.co.jp                                         | Portal                          | Japonština          | od 15. do 17. července 2012 | Odblokována (Vyhledávač stále zablokován)[zdroj?]    |
| 34                      | Bing                                      | bing.com                 | bing.com                                            | Vyhledávač                      | Vícejazyčná         | od 23. do 24. ledna 2019 | Odblokována                                          |
| 28                      | Instagram                                 | instagram.com            | www.instagram.com                                   | Image Sdílení                   | Vícejazyčná         | od září 2014 do současnosti | Zablokována                                          |
| 33                      | Twitch.tv                                 | twitch.tv                | twitch.tv                                           | Streaming                       | Angličtina          | od 17. září 2018 do současnosti | Zablokována                                          |
| 43                      | X                                         | x.com                    | x.com                                               | Sociální síť                    | Angličtina          | od června 2009 do současnosti | Zablokována                                          |
| 111                     | Tumblr                                    | tumblr.com               | tumblr.com                                          | Sociální síť                    | Angličtina          | od 25. května 2016 do současnosti | Zablokována[zdroj?]                                  |
| 155                     | Pinterest                                 | pinterest.com            | pinterest.com                                       | Sdílení obrázků                 | Vícejazyčná         | od března 2017 do současnosti | Zablokována                                          |
| 62                      | Amazon.co.jp                              | amazon.co.jp             | amazon.co.jp                                        | Nakupování                      | Japonština          | od 15. do 17. června 2012; od 22. července 2018 do současnosti                                                                       | Zablokována[zdroj?]                                  |
| 56                      | Pornhub                                   | pornhub.com              | www.pornhub.com                                     | Pornografie                     | Angličtina          | od května 2012, do dubna 2016 | Zablokována[zdroj?]                                  |
| 56                      | WION                                      | wioZprávy.com            | www.wioZprávy.com                                   | Zprávy                          | Angličtina          | od července 2020 do současnosti | Zablokována                                          |
| 68                      | Google Japan                              | google.co.jp             | google.co.jp                                        | Vyhledávač                      | Japonština          | od 15. června 2012 do současnosti | Zablokována[zdroj?]                                  |
| 67                      | Imgur                                     | imgur.com                | imgur.com                                           | Image Sdílení                   | Angličtina          | od března 2019 do současnosti | Zablokována[zdroj?]                                  |
| 73                      | WhatsApp                                  | whatsapp.com             | www.whatsapp.com                                    | Messaging                       | Angličtina          | od 26. září 2017 do současnosti | Částečně zablokována [zdroj?]                        |
| 81                      | Medium                                    | medium.com               | medium.com                                          | Zprávy                          | Angličtina          | od není známo do současnosti | Zablokována[zdroj?]                                  |
| 87                      | Dailymotion                               | dailymotion.com          | dailymotion.com                                     | Sdílení                         | Angličtina          | od není známo do současnosti | Zablokována[zdroj?]                                  |
| 91                      | BBC                                       | bbc.co.uk (or bbc.com)   | bbc.co.uk (or bbc.com)                              | Zprávy and Vysílání             | Angličtina          | od 15. října 2014 do současnosti | Zablokována                                          |
| 92                      | Quora                                     | quora.com                | quora.com                                           | Sociální síť                    | Angličtina          | od srpna 2018, do současnosti | Zablokována[zdroj?]                                  |
| 100                     | Indeed                                    | indeed.com               | www.indeed.com                                      | Job offer                       | Angličtina          | od není známo do současnosti | Zablokována [zdroj?]                                 |
| 108                     | The New York Times                        | nytimes.com              | nytimes.com                                         | Publikace                       | Angličtina          | od 2012 do současnosti | Zablokována[zdroj?]                                  |
| 178                     | Vimeo                                     | vimeo.com                | www.vimeo.com                                       | Sdílení                         | Angličtina          | od října 2009 do současnosti | Zablokována                                          |
| 125                     | Rakuten Market                            | rakuten.co.jp            | rakuten.co.jp                                       | Nakupování                      | Japonština          | od 15. června 2012 do 19. září | Odblokována [zdroj?]                                 |
| 128                     | The Guardian                              | theguardian.com          | theguardian.com                                     | Zprávy                          | Angličtina          | od června 2019 do současnosti | Zablokována                                          |
| 139                     | SlideShare                                | slideshare.net           | slideshare.net                                      |                                 | Angličtina          | od není známo do současnosti | Zablokována[zdroj?]                                  |
| 148                     | Discord                                   | discord.com              | discord.com                                         | Messaging                       | Vícejazyčná         | od 13. července 2018 do současnosti                                                                                                  | Částečně zablokována                                 |
| 173                     | DeviantArt                                | deviantart.com           | www.deviantart.com                                  | Umění                           | Angličtina          | od listopadu 2014 do 2015 a od 29. března 2019 do současnosti                                                                        | Zablokována[zdroj?]                                  |
| 181                     | Chinese Google Maps                       | maps.google.cn           | maps.google.cn                                      | Maps                            | Čínština            | není známo | Zablokována[zdroj?]                                  |
| 199                     | The Washington Post                       | washingtonpost.com       | washingtonpost.com                                  | Zprávy                          | Angličtina          | od června 2019 do současnosti | Zablokována                                          |
| 219                     | Nico Video                                | nicovideo.jp             | nicovideo.jp                                        | Sdílení                         | Japonština          | od není známo | Zablokována[zdroj?]                                  |
| 223                     | Archive.org (Internet Archive)            | archive.org              | www.archive.org                                     | Archivování webů                | Angličtina          | od dubna 2011 do 2012[zdroj?] | Zablokována                                          |
| 249                     | Mega                                      | mega.nz                  | mega.nz                                             | Sdílení                         | Angličtina          | od není známo do současnosti | Zablokována[zdroj?]                                  |
| 260                     | Daily Mail (MailOnline)                   | dailymail.co.uk          | dailymail.co.uk                                     | Zprávy                          | Angličtina          | od června 2019 do současnosti | Zablokována[zdroj?]                                  |
| 298                     | TikTok (Douyin International)             | tiktok.com               | www.tiktok.com                                      | Sociální síť                    | Vícejazyčná         | od není známo do současnosti | Zablokována[zdroj?]                                  |
| 309                     | Breitbart News                            | breitbart.com            | www.breitbart.com                                   | Zprávy                          | Angličtina          | od 2019 do současnosti | Zablokována[zdroj?]                                  |
| 333                     | Bloomberg                                 | bloomberg.com            | bloomberg.com                                       | Publikace                       | Angličtina          | od 2012 do současnosti | Zablokována[zdroj?]                                  |
| 346                     | Goodreads                                 | goodreads.com            | goodreads.com                                       | Sdílení                         | Angličtina          | od není známo do současnosti | Zablokována[zdroj?]                                  |
| 348                     | Flickr                                    | flickr.com               | flickr.com                                          | Sdílení                         | Angličtina          | od není známo do současnosti | Zablokována[zdroj?]                                  |
| 429                     | Wretch                                    | wretch.cc                | www.wretch.cc                                       | Blog                            | Čínština            | od srpna 2007 do 2012 | Odblokována                                          |
| 476                     | HuffPost                                  | huffpost.com             | huffpost.com                                        | Zprávy                          | Angličtina          | od června 2019 do současnosti | Zablokována                                          |
| 492                     | DuckDuckGo                                | duckduckgo.com           | duckduckgo.com                                      | Vyhledávač                      | Angličtina          | od září 2014 r do současnosti | Zablokována[zdroj?]                                  |
| 492                     | Wattpad                                   | wattpad.com              | www.wattpad.com                                     | Publikace Sdílení               | Vícejazyčná         | od není známo do současnosti | Zablokována[zdroj?]                                  |
| 521                     | Scratch                                   | mit.edu                  | scratch.mit.edu                                     | Programování, Sdílení           | Vícejazyčná         | od 14. srpna 2020 do současnosti | Zablokována                                          |
| 538                     | Spiegel Online                            | spiegel.de               | spiegel.de                                          | Zprávy                          | Němčina, Angličtina | od 2019 do současnosti | Zablokována[zdroj?]                                  |
| 539                     | La Nación                                 | lanacion.com.ar          | www.lanacion.com.ar                                 | Zprávy                          | Španělština         | od 2018 do současnosti | Zablokována[zdroj?]                                  |
| 540                     | Clarín                                    | clarin.com               | www.clarin.com                                      | Zprávy                          | Španělština         | od 2018 do současnosti | Zablokována[zdroj?]                                  |
| 541                     | The Independent                           | independent.co.uk        | independent.co.uk                                   | Publikace                       | Angličtina          | od 2019 do současnosti | Zablokována[zdroj?]                                  |
| 542                     | CNN En Español                            | cnnenespanol.com         | www.cnnenespanol.com                                | Zprávy                          | Španělština         | od není známo do současnosti | Zablokována[zdroj?]                                  |
| 543                     | Todo Noticias                             | TN.com.ar                | www.tn.com.ar                                       | Zprávy                          | Španělština         | od 2018 do současnosti | Zablokována[zdroj?]                                  |
| 544                     | MinutoUno                                 | minutouno.com            | www.minutouno.com                                   | Zprávy                          | Španělština         | od není známo do současnosti | Zablokována[zdroj?]                                  |
| 553                     | Google Appspot                            | appspot.com              | appspot.com                                         | Web Hosting                     | Angličtina          | od není známo do není známo | Zablokována[zdroj?]                                  |
| 555                     | Wall Street Journal                       | wsj.com                  | wsj.com                                             | Zprávy                          | Angličtina          | od není známo do současnosti | Zablokována[zdroj?]                                  |
| 556                     | AminoApps                                 | aminoapps.com            | www.aminoapps.com                                   | Sociální síť Media              | Multilanguage       | od 2019 do současnosti | Zablokována[zdroj?]                                  |
| 564                     | Yomiuri                                   | yomiuri.co.jp            | yomiuri.co.jp                                       | Publikace                       | Japonština          | od 15. do 17. června 2012 | Zablokována[zdroj?]                                  |
| 577                     | Reuters                                   | reuters.com              | reuters.com                                         | Zprávy                          | Angličtina          | od 25. března 2015 do současnosti | Zablokována[zdroj?]                                  |
| 617                     | Le Monde                                  | lemonde.fr               | www.lemonde.fr                                      | Zprávy                          | Francouzština       | od není známo do současnosti | Zablokována[zdroj?]                                  |
| 623                     | Excite Japan                              | excite.co.jp             | excite.co.jp                                        | Portal                          | Japonština          | od 15. do 17. června 2012 | Odblokována[zdroj?]                                  |
| 633                     | Sponichi                                  | sponichi.co.jp           | sponichi.co.jp                                      | Publikace                       | Japonština          | od 15. do 17. června 2012 | Odblokována[zdroj?]                                  |
| 557                     | Jehovah's Witnesses                       | jw.org                   | www.jw.org                                          | Religious                       | Vícejazyčná         | od není známo do současnosti | Zablokována[zdroj?]                                  |
| 660                     | Nikkei Business Publikaces                | nikkeibp.co.jp           | nikkeibp.co.jp                                      | Publikace                       | Japonština          | od 15. do 17. června 2012 | Odblokována[zdroj?]                                  |
| 660                     | NBC News                                  | nbcZprávy.com            | www.nbcZprávy.com                                   | Zprávy                          | Angličtina          | od června 2019 do současnosti | Zablokována                                          |
| 710                     | Disqus                                    | disqus.com               | disqus.com                                          | Sociální síť                    | Angličtina          | od není známo do současnosti | Zablokována[zdroj?]                                  |
| 713                     | LazyGirls                                 | lazygirls.info           | lazygirls.info                                      | Publikace and images            | Angličtina          | od 2011 nebo 2013 do současnosti | Zablokována[zdroj?]                                  |
| 751                     | Time                                      | time.com                 | time.com                                            | Zprávy                          | Angličtina          | Od publikace článku o Xi Jinping | Zablokována                                          |
| 766                     | Badoo                                     | badoo.com                | badoo.com                                           | Sociální síť                    | Vícejazyčná         | od není známo do současnosti | Zablokována[zdroj?]                                  |
| 833                     | NHK                                       | nhk.or.jp                | ww3.nhk.or.jp                                       | Zprávy and Vysílání             | Japonština          | od června 2019 do současnosti | Zablokována[zdroj?]                                  |
| 920                     | NASA Jet Propulsion Laboratory (JPL)      | www.jpl.nasa.gov         | www.jpl.nasa.gov                                    | Space and Science               | Angličtina          | od není známo do současnosti | Odblokována[zdroj?]                                  |
| 1,062                   | Canadian Broadcasting Corporation (CBC)   | cbc.ca                   | www.cbc.ca                                          | Zprávy and Vysílání             | Angličtina          | od 2014 do současnosti | Zablokována                                          |
| 1,083                   | Australian Broadcasting Corporation (ABC) | www.abc.net.au           | www.abc.net.au                                      | Zprávy and Vysílání             | Angličtina          | od 22. června 2018 do současnosti | Zablokována                                          |
| 1,105                   | Bandcamp                                  | bandcamp.com             | www.bandcamp.com                                    | Hudba                           | Angličtina          | od února 2021 do současnosti | Zablokována[zdroj?]                                  |
| 1,110                   | Social Blade                              | Sociální síťblade.com    | Sociální síťblade.com                               | Statistics                      | Angličtina          | od není známo do současnosti | Zablokována[zdroj?]                                  |
| 1,235                   | Eporner                                   | eporner.com              | www.eporner.com                                     | Pornografie                     | Vícejazyčná         | od června 2018 do současnosti | Zablokována[zdroj?]                                  |
| 1,602                   | StartPage                                 | startpage.com            | startpage.com                                       | Vyhledávač                      | Angličtina          | od 2014 do současnosti | Zablokována[zdroj?]                                  |
| 1,268                   | Apple Daily                               | appledaily.com           | hk.appledaily.com tw.appledaily.com                 | Zprávy                          | Čínština            | od není známo do současnosti | Zablokována[zdroj?]                                  |
| 1,275                   | United Airlines                           | united.com               | www.united.com                                      | Travel                          | Angličtina          | od není známo do současnosti | Zablokována[zdroj?]                                  |
| 1,321                   | Technorati                                | technorati.com           | www.technorati.com                                  | Vyhledávač                      | Angličtina          | od června 2008 do 2012 | Odblokována                                          |
| 1,422                   | Archive of Our Own                        | archiveofourown.org      | archiveofourown.org                                 | Fanfikce                        | Vícejazyčná         | od března 2020 do současnosti | Zablokována                                          |
| 1,451                   | pixiv                                     | pixiv.net                | www.pixiv.net                                       | Sdílení                         | Japonština          | od 18 září 2017 do současnosti | Zablokována[zdroj?]                                  |
| 1,495                   | YouTube Kids                              | youtubekids.com          | youtubekids.com                                     | Sdílení                         | Angličtina          | od není známo do současnosti | Zablokována[zdroj?]                                  |
| 1,522                   | Torrentz2 (dříve Torrentz)                | torrentz2.eu             | www.torrentz2.eu                                    | Sdílení                         | Angličtina          | od 2019 do současnosti | Zablokována[zdroj?]                                  |
| 1,655                   | Viber                                     | viber.com                | viber.com                                           | Messaging                       | multilanguage       | od října 2014 do současnosti | Zablokována[zdroj?]                                  |
| 1,688                   | Streamable                                | streamable.com           | streamable.com                                      | Video                           | Angličtina          | od není známo do současnosti | Zablokována[zdroj?]                                  |
| 1,868                   | NordVPN                                   | nordvpn.com              | nordvpn.com                                         | VPN                             | Angličtina          | od není známo do současnosti | Zablokována[zdroj?]                                  |
| 1,949                   | South China Morning Post                  | scmp.com                 | scmp.com                                            | Zprávy                          | Angličtina          | od listopadu 2018 do současnosti | Zablokována[zdroj?]                                  |
| 2,056                   | Plurk                                     | plurk.com                | www.plurk.com                                       | Sociální síť                    | Angličtina          | od dubna 2009 do 2012 | Zablokována                                          |
| 2,119                   | The Economist                             | economist.com            | economist.com                                       | Zprávy                          | Angličtina          | článek o Xi Jinping | Zablokována                                          |
| 2,178                   | Radio France Internationale               | rfi.fr                   | www.rfi.fr                                          | Rádio                           | Francouzština       | není známo | Zablokována[zdroj?]                                  |
| 2,205                   | Heise Online                              | heise.de                 | www.heise.de                                        | Zprávy                          | Němčina             | není známo | Zablokována[zdroj?]                                  |
| 2,317                   | Mainichi Shimbun                          | mainichi.jp              | mainichi.jp                                         | Zprávy                          | Japonština          | od srpna 2018 do současnosti | Zablokována[zdroj?]                                  |
| 2,374                   | Change.org                                | change.org               | change.org                                          | Petitions                       | Angličtina          | od není známo do současnosti | Zablokována[zdroj?]                                  |
| 2,643                   | ExpressVPN                                | expressvpn.com           | www.expressvpn.com                                  | VPN                             | Vícejazyčná         | není známo | Zablokována[zdroj?]                                  |
| 2,669                   | Sydney Morning Herald                     | smh.com.au               | www.smh.com.au                                      | Zprávy                          | Angličtina          | od není známo do současnosti | Zablokována[zdroj?]                                  |
| 3,547                   | Voice of America                          | voaZprávy.com            | www.voaZprávy.com                                   | Zprávy                          | Angličtina          | od 2014 do současnosti | Zablokována[zdroj?]                                  |
| 3,691                   | NBC                                       | nbc.com                  | nbc.com                                             | Zábava                          | Angličtina          | od června 2019 do současnosti | Zablokována                                          |
| 3,768                   | Radio Free Asia                           | rfa.org                  | rfa.org                                             | Media                           | Angličtina          | od není známo do současnosti | Zablokována[zdroj?]                                  |
| 3,876                   | PBworks                                   | pbworks.com              | pbworks.com                                         | Sdílení                         | Angličtina          | od ledna 2011 do 2012 | Odblokována                                          |
| 3,927                   | The Globe and Mail                        | theglobeandmail.com      | www.theglobeandmail.com                             | Zprávy                          | Angličtina          | od není známo do současnosti | Zablokována[zdroj?]                                  |
| 4,241                   | The Straits Times                         | straitstimes.com         | straitstimes.com                                    | Zprávy                          | Angličtina          | od června 2019 do současnosti | Zablokována[zdroj?]                                  |
| 4,247                   | The Epoch Times                           | theepochtimes.com        | www.theepochtimes.com                               | Zprávy                          | Angličtina          | od 2003 do současnosti | Zablokována                                          |
| 4,250                   | TinEye                                    | tineye.com               | tineye.com                                          | Vyhledávač                      | Angličtina          | od není známo do současnosti | Zablokována[zdroj?]                                  |
| 4,480                   | Sony Japan                                | sony.co.jp               | sony.co.jp                                          | Company                         | Japonština          | od 15. do 17. června 2012 | Odblokována[zdroj?]                                  |
| 4,488                   | BigCommerce                               | bigcommerce.com          | bigcommerce.com                                     | Angličtina                      | Angličtina          | od není známo do současnosti | Zablokována[zdroj?]                                  |
| 4,532                   | Al Jazeera English                        | aljazeera.com            | aljazeera.com                                       | Zprávy                          | Angličtina          | od března 2019 do současnosti | Zablokována[zdroj?]                                  |
| 4,538                   | BitChute                                  | bitchute.com             | www.bitchute.com                                    | Video                           | Angličtina          | od není známo do současnosti | Zablokována[zdroj?]                                  |
| 4,645                   | WorldCat                                  | worldcat.org             | worldcat.org                                        |                                 | Angličtina          | od není známo do současnosti | Zablokována[zdroj?]                                  |
| 4,856                   | The Japan Times                           | japantimes.co.jp         | www.japantimes.co.jp                                | Zprávy                          | Angličtina          | od září 2018 do současnosti | Zablokována[zdroj?]                                  |
| 4,886                   | Tapatalk                                  | tapatalk.com             | www.tapatalk.com                                    | Sociální síť                    | Angličtina          | od není známo do současnosti | Zablokována[zdroj?]                                  |
| 4,956                   | The Epoch Times (Chinese Edition)         | epochtimes.com           | www.epochtimes.com                                  | Zprávy                          | Čínština            | od 1999 do současnosti | Zablokována[zdroj?]                                  |
| 5,564                   | HBO                                       | hbo.com                  | www.hbo.com                                         | Zábava                          | Angličtina          | od června 2018 do současnosti | Zablokována[zdroj?]                                  |
| 5,763                   | France 24                                 | france24.com             | www.france24.com                                    | Televize                        | Francouzština       | není známo | Odblokována[zdroj?]                                  |
| 6,623                   | Minghui                                   | minghui.org              | www.minghui.org                                     | Spirituální                     | Čínština            | od června (nebo dříve) 1999 do 2017                                                                                                  | Zablokována                                          |
| 7,345                   | Norddeutscher Rundfunk                    | ndr.de                   | www.ndr.de                                          | Vysílání                        | Němčina             | od není známo do současnosti | Zablokována[zdroj?]                                  |
| 16,866                  | Dreamwidth                                | dreamwidth.org           | www.dreamwidth.org                                  | Sociální síť                    | Angličtina          | od není známo do současnosti | Zablokována[zdroj?]                                  |
| 13,445                  | Periscope                                 | periscope.tv(or pscp.tv) | periscope.tv(or pscp.tv)                            | Sdílení                         | Angličtina          | od května 2017 do současnosti | Zablokována [zdroj?]                                 |
| 14,790                  | 1688 News                                 | 1688.com.au              | www.1688.com.au                                     | Zprávy and Zábava               | Čínština            | od 2011 do současnosti | Zablokována[zdroj?]                                  |
| 59,006                  | Pincong                                   | pincong.rocks            | pincong.rocks                                       | Sociální síť                    | Čínština            | od listopadu 2018 do současnosti | Zablokována[zdroj?]                                  |
| 2,330,286               | Mohu                                      | mohu.rocks               | mohu.rocks                                          | Sociální síť                    | Čínština            | od března 2019 do současnosti | Zablokována[zdroj?]                                  |
| 16,410                  | Radio Garden                              | Rádio.garden             | Rádio.garden                                        | Rádio                           | Angličtina          | od 3. června 2018 do současnosti | Zablokována[zdroj?]                                  |
| 16,915                  | TV5 Monde                                 | tv5monde.com             | www.tv5monde.com                                    | Televize                        | Francouzština       | není známo | Odblokována[zdroj?]                                  |
| 17,956                  | ProtonVPN                                 | protonvpn.com            | protonvpn.com                                       | VPN                             | Angličtina          | od dubna 2018 do současnosti | Zablokována[zdroj?]                                  |
| 18,016                  | Hotspot Shield                            | hotspotshield.com        | www.hotspotshield.com                               | VPN                             | Angličtina          | od není známo do současnosti | Zablokována[zdroj?]                                  |
| 18,395                  | Lantern                                   | getlantern.org           | www.getlantern.org                                  | VPN                             | Vícejazyčná         | od prosince 2013 do současnosti | Zablokována[zdroj?]                                  |
| 19,711                  | Human Rights Watch                        | hrw.org                  | hrw.org                                             | Nestátní nezisková organizace   | Angličtina          | od není známo do současnosti | Zablokována[zdroj?]                                  |
| 20,258                  | Vocaroo                                   | vocaroo.com              | vocaroo.com                                         | Sdílení                         | Angličtina          | od června 2019 do současnosti | Zablokována[zdroj?]                                  |
| 21,409                  | Initium Media                             | theinitium.com           | theinitium.com                                      | Zprávy                          | Čínština            | od není známo do současnosti | Zablokována[zdroj?]                                  |
| 21,897                  | TunnelBear                                | tunnelbear.com           | www.tunnelbear.com                                  | VPN                             | Angličtina          | od není známo do současnosti | Zablokována[zdroj?]                                  |
| 22,196                  | Sony Music Japan                          | sonyHudba.co.jp          | sonyHudba.co.jp                                     | Record label                    | Japonština          | od 15. do 17. června 2012 | Odblokována[zdroj?]                                  |
| 23,739                  | Shadowsocks                               | shadowsocks.org          | shadowsocks.org                                     | VPN                             | Angličtina          | od není známo do současnosti | Zablokována[zdroj?]                                  |
| 23,903                  | Hong Kong Free Press                      | hongkongfp.com           | hongkongfp.com                                      | Zprávy                          | Angličtina          | od není známo do současnosti | Zablokována[zdroj?]                                  |
| 24,540                  | Mendeley                                  | mendeley.com             | mendeley.com                                        | Academic                        | Angličtina          | od není známo do současnosti | Odblokována[zdroj?]                                  |
| 26,290                  | Gab                                       | gab.ai                   | www.gab.ai                                          | Sociální síť                    | Angličtina          | od není známo do současnosti | Odblokována[zdroj?]                                  |
| 33,965                  | Vokalnow                                  | vokalnow.com             | vokalnow.com                                        | Streaming                       | Vícejazyčná         | od června 2018, July (nebo dříve) do současnosti                                                                                     | Odblokována                                          |
| 34,495                  | Celebrity-Leaks                           | celebrity-leaks.net      | www.celebrity-leaks.net                             | Nudity and Gossip               | Angličtina          | od listopadu 2017 (nebo dříve) do současnosti                                                                                        | Odblokována                                          |
| 34,734                  | Svobodná Evropa                           | rferl.org                | rferl.org                                           | Zprávy                          | Angličtina          | od není známo do současnosti | Zablokována[zdroj?]                                  |
| 52,617                  | Instafreebie                              | instafreebie.com         | instafreebie.com                                    | Book Publishing                 | Angličtina          | od není známo do současnosti | Odblokována[zdroj?]                                  |
| 54,725                  | Kiran's Blog                              | kiranpantha.com.np       | blog.kiranpantha.com.np                             | Blog                            | Angličtina          | od září 2018 do prosince 2018 (Zablokována) od prosince 2018 do ledna 2020 (Odblokována) od ledna 2020, do současnosti (Zablokována) | Zablokována                                          |
| 61,892                  | AppAgg                                    | appagg.com               | appagg.com                                          | Zábava                          | Vícejazyčná         | od 2017 do současnosti | Zablokována[zdroj?]                                  |
| 79,981                  | Societatea Românǎ de Televiziune          | tvr.ro                   | www.tvr.ro                                          | Vysílání                        | Rumunština          | není známo | Odblokována[zdroj?]                                  |
| 85,200                  | Mastodon                                  | mastodon.social          | www.mastodon.social                                 | Sociální síť                    | Angličtina          | od není známo do současnosti | Zablokována[zdroj?]                                  |
| 86,3069                 | GayBookSTAR                               | gaybookstar.com          | www.gaybookstar.com                                 | Dating                          | Angličtina          | od prosince 2012 (nebo dříve) do není známo                                                                                          | Odblokována[zdroj?]                                  |
| 91,396                  | GreatFire                                 | greatfire.org            | greatfire.org                                       | Networking Test Site            | Angličtina          | od není známo do současnosti | Zablokována[zdroj?]                                  |
| 106,592                 | Falun Dafa                                | falundafa.org            | www.falundafa.org                                   | Spirituální                     | Vícejazyčná         | od června 1999 (nebo dříve) do 2017                                                                                                  | Zablokována                                          |
| 152,788                 | Bombo Radyo Philippines                   | bomboradyo.com           | www.bomboradyo.com                                  | Rádio                           | Filipínština        | od není známo do současnosti | Odblokována[zdroj?]                                  |
| 168,907                 | Culture Unplugged Film Festival           | cultureunplugged.com     | festival.cultureunplugged.com                       | Documentary Portal              | Angličtina          | od ledna 2013 (onebo dříve) do června 2018                                                                                           | Odblokována[zdroj?]                                  |
| 169,633                 | American Bar Association                  | americanbar.org          | americanbar.org                                     | Nestátní nezisková organizace   | Angličtina          | od není známo do současnosti | Částečně zablokována (přístupná pomocí IPv6)[zdroj?] |
| 219,463                 | Free Tibet                                | freetibet.org            | www.freetibet.org                                   | Nestátní nezisková organizace   | Angličtina          | od není známo do současnosti | Zablokována[zdroj?]                                  |
| 226,342                 | Jamestown Foundation                      | jamestown.org            | jamestown.org                                       | Nestátní nezisková organizace   | Angličtina          | od není známo do současnosti | Zablokována[zdroj?]                                  |
| 489,126                 | XsDen                                     | xsden.info               | xsden.info                                          | Sociální síť                    | Kantonština         | od června 2020 do současnosti | Zablokována[zdroj?]                                  |
| 497,029                 | YibaoChina                                | yibaochina.com           | www.yibaochina.com                                  | Zprávy                          | Čínština            | od není známo do současnosti | Zablokována[zdroj?]                                  |
| 563,776                 | Radio Romania International               | rri.ro                   | www.rri.ro                                          | Rádio                           | Rumunština          | není známo | Odblokována[zdroj?]                                  |
| 1,166,330               | Wiby                                      | wiby.me                  | wiby.me                                             | Vyhledávač                      | Angličtina          | od října 2017 do současnosti | Odblokována[zdroj?]                                  |
| 1,483,331               | Citizen Power Initiatives for China       | citizenpowerforchina.org | www.citizenpowerforchina.org                        | Nestátní nezisková organizace   | Vícejazyčná         | od není známo do současnosti | Zablokována[zdroj?]                                  |
| 3,203,475               | Chinese Entrepreneur Rights Center        | ceraglobal.net           | www.ceraglobal.net                                  | Informative                     | Vícejazyčná         | od není známo do současnosti | Zablokována[zdroj?]                                  |
| 3,494,037               | The Policy                                | thepolicy.us             | www.thepolicy.us                                    | Politics                        | Angličtina          | od není známo do současnosti | Zablokována[zdroj?]                                  |
| -                       | Quozr                                     | quozr.com                | www.quozr.com                                       | Education                       | Angličtina          | od není známo do současnosti | Zablokována[zdroj?]                                  |
| 8,835,076               | Sportkin                                  | sportkin.com             | www.sportkin.com                                    | International Sports Registry   | Angličtina          | od není známo do současnosti | Odblokována[zdroj?]                                  |
| 21,191,422              | The Cantonese Independent Magazine        | thecim.org               | thecim.org                                          | Nestátní nezisková organizace   | Kantonština         | od není známo do současnosti | Zablokována[zdroj?]                                  |